# صوفي مارسو
صوفي مارسو (بالفرنسية: Sophie Marceau)‏ ممثلة فرنسية من مواليد 17 نوفمبر 1966م. حصلت على جائزة الممثلة الواعدة من سيزر عام 1983 بعد دورها في فيلم الحزب
بدأت النجمة الفرنسية صوفي مارسو مشوارها السينمائي بفيلم عنوانه «لا بوم» (الحفل) عام 1980 وهي بعد في الرابعة عشرة من عمرها.

## الطفولة والعائلة
قضت صوفي طفولتها في شيل وذلك بمنزل رفقة عائلتها، حيث كان والدها يشتغل كسائق، في حين كانت والدتها التي تدعى سيمون تعمل في جريدة باريسية كبيرة، هذا وقد رٌزقت بشقيق لها حمل اسم سيلفان، وأصبح فيما بعد مٌقربا لها بشكل كبير.
عندما بلغت صوفي سن التاسعة، انفصل والداها لسبب من الأسباب، لكنهما عادا لبعضهما البعض لاحقا.

## المسيرة المهنية

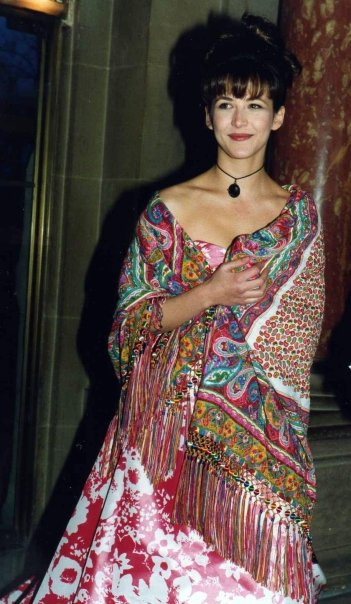
صوفي مارسو سنة 1993

لكي تربح القليل من المال، وتستطيع قضاء كل أغراضها، عملت صوفي في وكالة إشهار للأطفال الصغار والمراهقين. بعد تجربة أداء عن طريق الصدفة لا غير سنة 1980، حصلت صوفي على أول دور لها وهي في عمر الثالثة عشر فقط، وذلك في فيلم الحفل (بالفرنسية: La Boum)‏، حيث جسدت شخصية فيش، تلك المراهقة الجميلة والرومانسية، وبفضل هذه الشخصية حققت شهرة منقطعة النظير بالنسبة لممثلة في مثل سنها، ثم عاودت تجسيد نفس الشخصية في نفس الفيلم وذلك في الجزء الثاني الحفل 2 (بالفرنسية: La boum 2)‏ سنة 1982، وفازت على إثره بجائزة سيزر لأفضل ممثلة واعدة سنة 1983م.
خلال تصوير فيلم الانفجار، كان مخرجه كلود قد اقترح على صوفي لائحة طويلة لاختيار اسم الشارع الباريسي الذي ستحمل اسمه، لتحط اختيارها على مارسو (بالفرنسية: Marceau)‏، في حين حافظت على اسمها الأول.
في سن السادسة عشر، كانت صوفي قد وقعت عقدا طويل الأمد مع شركة الإنتاج غاومنت (بالفرنسية: Gaumont)‏ مقابل مليون فرنك، وعلى الرغم من ذلك كانت لا تزال حرة في اختيار أفلامها، وفي سنة 1948 تم اختيارها من طرف زوجها المستقبلي المخرج البولندي أندريه زولاواسكي من أجل تجسيد شخصية ماري في فيلم لامور بغاك (بالفرنسية: L'amour braque)‏، وقد سبب لها هذا الدور العديد من المشاكل، حيث كسر صورتها السابقة والتي عهدها عليها الجمهور الفرنسي، مما جعلها تقوم ببعض الأدوار الأخرى في عالم السينما قصد استرجاع صورتها ومكانتها الأصلية، وذلك على غرار فيلم الشرطة (بالفرنسية: Police)‏ سنة 1985 للمخرجة ماوريس بيالات (بالفرنسية: Maurice pialat)‏، هذا بالإضافة إلى فيلم خلف الأمواج (بالفرنسية: Par- delà les nuages)‏ سنة 1996. مسيرتها السينمائية شهدت هي الأخرى العديد من الأدوار في أفلام تاريخية على غرار فيلمي شاونس! (بالفرنسية: Chouans)‏ وماركيز (بالفرنسية: Marquise)‏ الذي تم إصداره سنة 1997م.
في سنة 2002، مرت صوفي لتجربة الإخراج من خلال فيلم حدثني عن الحب (بالفرنسية: Parlez-moi d'amour)‏، والذي شاركت به في المهرجان السينمائي بمونتريال. موازاة مع مسيرتها المهنية في التمثيل والإخراج، فإن صوفي تجيد الغناء والرسم.
سنة 2009، لعبت صوفي دور آني والدة المراهقة ذات الستة عشر سنة روبيل في فيلم لول (بالفرنسية: LoL)‏، والذي حقق نسبة نجاح كبيرة ذاخل وخارج فرنسا، حيث استقطب في هذه الأخيرة ما معدله 3.6 مليون شخص.
في 2015، كانت من بين هيئة الحكام بخصوص الأفلام المطولة في مهرجان كان السينمائي، في ضيافة الأخوان كوين إلى جانب الممثلتين روسي دي بالما وسينا ميلير والمغنية رقية تراوري ثم الممثل جيك جيلنهال، بالإضافة إلى المخرجين جييرمو ديل تورو وإكسافيير دولان.

## الحياة الخاصة

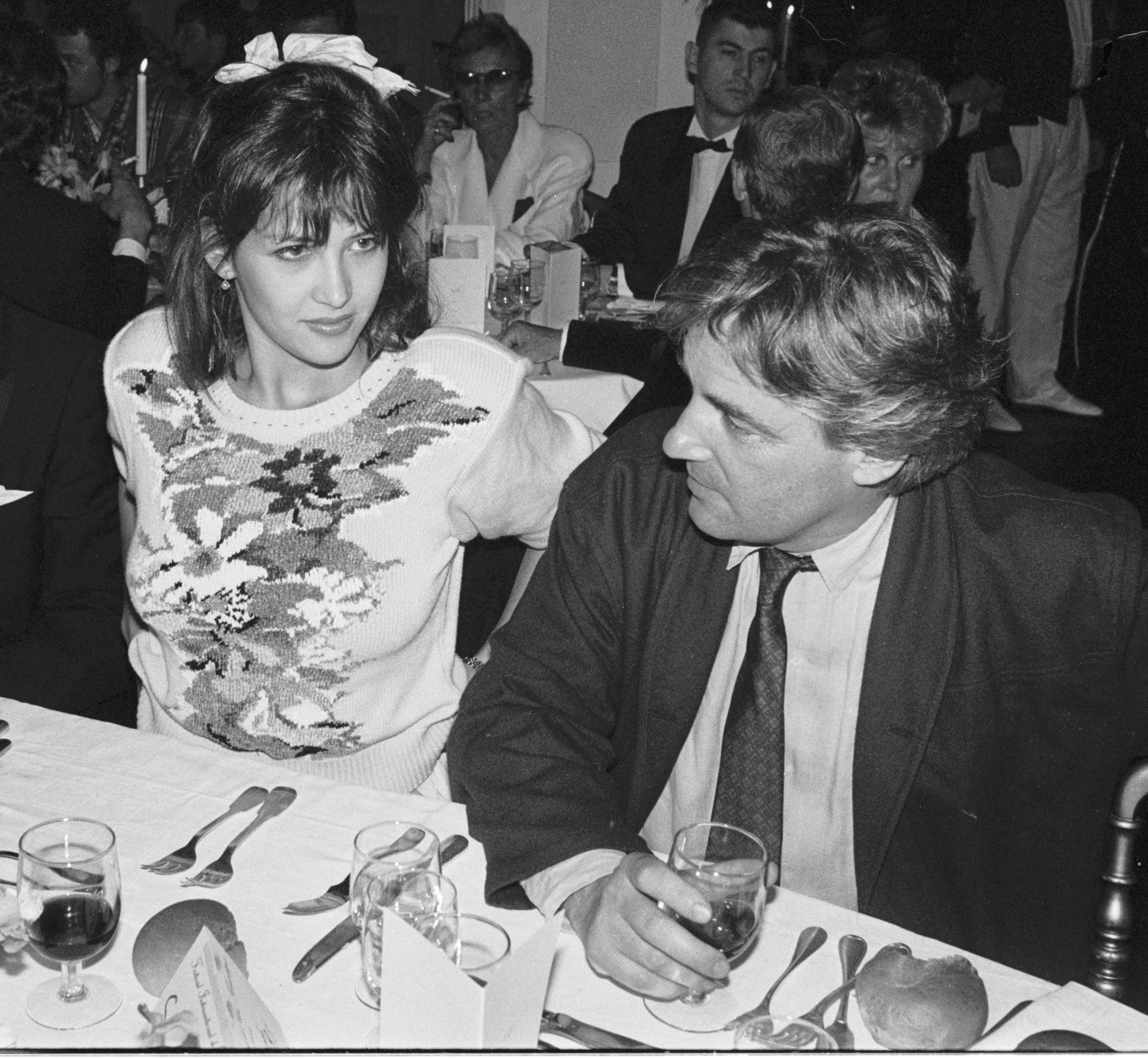
صوفي مارسو وأندريه زولاواسكي سنة 1988

خلال مهرجان كان السينمائي سنة 1981، تعرفت على المخرج البولندي زولاواسكي وهي في عمر الخامسة عشر فقط، ثلاث سنوات بعد ذلك لتتطور علاقتهما، ثم تزوجت منه وهي في عمر العشرين، وبقيا معا لمدة 17 سنة، لكنهما انفصلا سنة 2001، وقد رٌزقا بطفل في 24 يوليو 1995 حمل اسم فينسنت.
في 1999م، وبينما كانت تصور لفيلم العالم ليس كافيا كانت على علاقة بالمنتج جيم ليملي، حيث كانت قد تعرفت عليه سنة 1996 وقد حصلت على فتاة من هذه العلاقة، كانت قد حملت اسم جولييت وقد وُلدت بتاريخ 13 يونيو 2002.
انفصل جيم عن صوفي سنة 2007 بعد فضيحة علاقتها بالممثل كرستوفر لامبيرت، لكن هذه العلاقة لم تدم طويلا، حيث أعلن الثنائي انفصالهما بالتراضي في 11 يوليو 2014.
من يناير إلى نوفمبر من سنة 2016، كانت صوفي على علاقة مع قريبها سيريل لينياك.
يوم 18 ديسمبر 2016 كان مأساويا بالنسبة ل صوفي، حيث فقدت والدتها سيمون بسبب داء السرطان.

## قائمة أعمالها

### كممثلة
| السنة | عنوان الفيلم              | العنوان الأصلي                           | المخرج                            | الدور            |
| ----- | ------------------------- | ---------------------------------------- | --------------------------------- | ---------------- |
| 1980  | الحفل                     | La boum                                  | كلود بينوتو                       | فيش بيريتون      |
| 1982  | الحفل 2                   | La boum 2                                | كلود بينوتو                       | فيش بيريتون      |
| 1984  | فورت سايان                | Fort Saganne                             | ألان كورنو                        | مادولاين         |
| 1984  | جوايوز باك                | Joyeuses Pâques                          | جورج لوتنر                        | جولي             |
| 1985  | لامور بغاك                | L'Amour braque                           | أندريه زولاواسكي                  | ماري             |
| 1985  | الشرطة                    | Police                                   | موريس بيالات                      | نوريا            |
| 1988  | شاونس!                    | Chouans !                                | فيليب دي بروكا                    | سيلين            |
| 1988  | التلميذة                  | L'Étudiante                              | كلود بينوتو                       | فالانتين إزكويرا |
| 1989  | ليالي أفضل بكثير من أيامك | Mes nuits sont plus belles que vos jours | أندريه زولاواسكي                  | البيضاء          |
| 1990  | باسيفيك باليساد           | Pacific Palisades                        | برنارد شميت                       | بيرناديت         |
| 1991  | من أجل ساشا               | Pour Sacha                               | ألكسندر آركادي                    | لورا             |
| 1991  | النقطة الزرقاء            | La Note bleue                            | أندريه زولاواسكي سولانج ساند      |                  |
| 1993  | فانفان                    | Fanfan                                   | ألكسندر جاردين                    | فانفان           |
| 1994  | ابنة آرتانيان             | La Fille d'Artagnan                      | بيرتراند تافاري                   | إليوس            |
| 1995  | قلب شجاع                  | Braveheart                               | ميل غيبسون                        | إيزابيلا         |
| 1995  | خلف الأمواج               | Par-delà les nuages                      | مايكل أنجلو أنطونيوني وفيم فيندرز |                  |
| 1997  | آنا كارينين               | برنارد روز                               | آنا كارينين                       |                  |
| 1997  | ماركيز                    | Marquise                                 | فيرا بيلمونت                      | ماركيز بارك      |
| 1999  | الخسارة والربح            | Lost & Found                             | جيف بولاك                         | ليلى             |
| 1999  | العالم ليس كافيا          | The World is not enough                  | مايكل أبتيد                       | إليكترا          |
| 2000  | الوفاء                    | La Fidélité                              | أندريه زولاواسكي                  | سليليا           |
| 2003  | أليكس وإيما               | Alex et Emma                             | روب راينر                         | باولين ديلاكروا  |
| 2003  | مكثت!                     | Je reste !                               | دياني كيريوس                      | ماري دومينيك     |
| 2004  | في هذا المساء             | À ce soir                                | لوري ديثيليول                     | نيللي            |
| 2005  | آنثوني زيمر               | Anthony Zimmer                           | جيروم سال                         | شيارا مانزوني    |
| 2009  | الجانب الآخر من السرير    | De l'autre côté du lit                   | باسكال بوزادو                     | آريان            |
| 2009  | لول                       | LOL                                      | ليزا آزيلوس                       | آني              |
| 2009  | لا تنظر إلى الوراء        | Ne te retourne pas                       | مارينا دو فان                     | جيان             |
| 2010  | سن الصواب                 | L'Âge de raison                          | يان سامويل                        | مارغريت          |
| 2012  | السعادة لا تأتي وحدها     | Un bonheur n'arrive jamais seul          | جايمس هوث                         | شارلوت           |
| 2012  | عقل هوجو                  | Le Cerveau d'Hugo                        | صوفي ريفيل                        |                  |
| 2013  | أوقفني                    | Arrêtez-moi                              | جون بول ليليانفيلد                |                  |
| 2014  | مقابلة                    | Une rencontre                            | ليزا أزيلوس                       | إلسا             |
| 2014  | تريد أو لا تريد           | Tu veux ou tu veux pas                   | طوني مارشال                       | جوديث            |
| 2016  | تولارد                    | Tolarfe                                  | أودري إستروغو                     | ماثيلد           |

### كمخرجة
| عنوان الفيلم       | العنوان الأصلي           | سنة الإصدار |
| ------------------ | ------------------------ | ----------- |
| حدثني عن الحب      | Parlez-moi d'amour       | 2002        |
| لاديسباري دو دوفيل | La Disparue de Deauville | 2007        |
| السيدة ميل         | Mrs Mill                 | 2018        |

### الدبلجة
- 2006: الأقدام المرحة للمخرج جورج ميلر في دور نوما جيان.
- 2011: الأقدام المرحة 2 لنفس المخرج وفي نفس الدور.

### المسرح
| عنوان المسرحية | العنوان الأصلي     | المؤلف          | المسرح                            | سنة الإصدار |
| -------------- | ------------------ | --------------- | --------------------------------- | ----------- |
| أوريديس        | Eurydice           | جان أنويه       |                                   | 1991        |
| بيجماليون      | Pygmalion          | جورج برنارد شو  | مسرح هيبرتوت                      | 1993        |
| قصة روح        | Une histoire d'âme | بينيديكت آكولاس | المسرح الوطني في نيس مسرح لوريانت | 2011        |

## الجوائز
| السنة | الجائزة    | الفئة                | الفيلم        | العنوان الأصلي     |
| ----- | ---------- | -------------------- | ------------- | ------------------ |
| 1983  | جائزة سيزر | أفضل ممثلة واعدة     | الانفجار 2    | La Boum 2          |
| 2002  | مونتريال   | أفضل وقوف على الخشبة | حدثني عن الحب | Parlez-moi d'amour |

كما حصلت على وسام الأداب والفنون من درجة فارس، هذا ويٌذكر أن مورسو رفضت الحصول على وسام جوقة الشرف في مارس من سنة 2016.

## وصلات خارجية
- صوفي مارسو على موقع IMDb (الإنجليزية)
- صوفي مارسو على موقع ميتاكريتيك (الإنجليزية)
- صوفي مارسو على موقع روتن توميتوز (الإنجليزية)
- صوفي مارسو على موقع مونزينجر (الألمانية)
- صوفي مارسو على موقع قاعدة بيانات الأفلام العربية
- صوفي مارسو على موقع ألو سيني (الفرنسية)
- صوفي مارسو على موقع ميوزك برينز (الإنجليزية)
- صوفي مارسو على موقع تيرنر كلاسيك موفيز (الإنجليزية)
- صوفي مارسو على موقع أول موفي (الإنجليزية)
- صوفي مارسو على موقع قاعدة بيانات الأفلام السويدية (السويدية)
- YouTube Portrait